# جوناثان رودريغيز
جوناثان رودريغيز (بالإسبانية: Jony Rodríguez)‏ (9 يوليو 1991 كانغاس ديل نارثيا إسبانيا - ) هو لاعب كرة قدم إسباني يلعب كلاعب وسط.

## روابط خارجية
- جوناثان رودريغيز على موقع قاعدة بيانات كرة القدم.إي يو (الإنجليزية)
- جوناثان رودريغيز على موقع Soccerbase.com (لاعب) (الإنجليزية)
- جوناثان رودريغيز على موقع Soccerway.com (الإنجليزية)
- جوناثان رودريغيز على موقع عالم كرة القدم.نت (الإنجليزية)